# Distrito de Aplao
El distrito de Aplao es uno de los catorce distritos que conforman la provincia de Castilla y es capital de la misma, en el departamento de Arequipa, bajo la administración del Gobierno regional de Arequipa, en el sur del Perú.
Aplao es la capital del distrito y de la Provincia de Castilla, ciudad situada en la mitad de valle de Majes. Se encuentra por debajo de los 1 000 m s. n. m. y está formado por los distritos de Aplao, Uraca y Huancarqui.
Desde el punto de vista jerárquico de la Iglesia católica forma parte de la Prelatura de Chuquibamba en la Arquidiócesis de Arequipa.

## Geografía
Principal centro poblado del valle de Majes, se encuentra a 630 m s. n. m. El Valle representa la parte baja de la provincia, con un relieve plano a ligeramente ondulado.
Dicho Valle es largo y encajonado, ubicado en la llanura de la Costa del Océano Pacífico, pero lejos de la orilla del mar y de las estratificaciones de los Andes, sigue la forma del río.
El clima en la comarca de Castilla Baja es muy caluroso por su estrechez y profundidad, con relación al llano donde las aguas han socavado su hoya. Las temperaturas medias anuales oscilan entre los 15º y los 24 °C.
Las Lluvias del invierno en la costa y del verano en la sierra, llegan solo a los extremos del valle, que no recibe lluvias más que esporádicas lloviznas muy escasas.

## Centros poblados
Aplao, Cosos, La Barranca , Acoy, Ongoro, La Central, Andamayo, Cochate, La Pampa, Querulpa Grande, Querulpa Chico, Huatiapa, Huatiapilla, El Castillo, El Monte, Mamas, La Real, Luchea, Buenos Aires, Bilbao, Caspani, Maran, Los Puros, Casquina.
Ubicado en el punto estratégico que permite su conexión con las provincias altas de la región y con la ciudad de Arequipa.
Está en un proceso de integrar a su estructura urbana las localidades de Casquina, Caspani y Cosos, lo cual la convertirá en el gran centro urbano de la provincia.
Cuenta con casi la totalidad de la infraestructura de carácter provincial, Hospital, Institutos, infraestructura educativa. Es el centro administrativo de la provincia pero se encuentra desarticulado de la parte media y alta. Es una localidad que contamina el río, no cuenta con un adecuado tratamiento de sus aguas residuales, el recojo de la basura no es el adecuado no contando con el relleno sanitario respectivo.

## Hidrografía
Se halla cruzado por el caudaloso río Majes, que se forma a partir de los deshielos de la cordillera y del coloso nevado Coropuna, que luego forma el río Andamayo, que unido al Colca dan lugar al río Majes, el cual alcanza una extensión de 380 km, desde su nacimiento hasta su desembocadura en el mar.

## Actividad económica
Aplao muestra una gran actividad por ser lugar de tránsito hacia los pueblos de Castilla Alta y a las provincias vecinas de Condesuyos y La Unión. Las actividades productivas se orientan principalmente a los productos agropecuarios, ya que en este fértil valle crecen abundantemente los frutales, especialmente la vid, de allí su tradición histórica como productor vitivinícola y zona geográfica autorizada para la elaboración de Pisco, también se producen toda clase de vegetales y el cultivo intensivo del arroz. Se cultivan también frutales tales como la palta, el pacay, manzana y mango.

## Turismo
El "Parque Jurásico" en el anexo de Querulpa, en donde se exponen fósiles hallados en la región.
Para llegar a Aplao se hace un viaje de Tres Horas y Media desde la ciudad de Arequipa, pasando por Corire y de ahí por anexos como Querulpa,La Real,Cochate,Caspani hasta llegar a la capital(Aplao).

## Deportes
El Distrito cuenta con el "Estadio Municipal de Aplao" como sede principal donde se juega la Liga Distrital de Fútbol de Aplao, siendo el Club Sport Perú el más popular de la ciudad.

## Autoridades

### Municipales
2023-2026
Alcalde: PASTOR ALATRISTA, RENZO PAUL, del Movimiento YO AREQUIPA.
2019 - 2022
Alcalde: Héctor Raúl Cáceres Muñoz, del Movimiento Arequipa Renace (AR)
2015-2018
Alcalde: José Luis Chávez Márquez del movimiento Fuerza Arequipeña (FA)

### Religiosas
- Obispo Prelado: Mons.  Mario Busquets Jordá

### Policiales
- Comisario: Comandante PNP Arlyn Gallardo Mendoza